# Projekt 949A Antej
Projekt 949A Antej (NATO-rapporteringsnamn Oscar II-klass) är en klass av robotbestyckade ubåtar utvecklade av Sovjetunionen under det kalla kriget.
Klassen är bestyckad med 24 kryssningsrobotar av typen P-700 Granit samt 533 mm och 655 mm torpeder. Eftersom robotbeväpningen hade en sådan lång räckvidd hade ubåtarna själva ingen möjlighet att upptäcka målen på sådana långa avstånd. Med hjälp av satellitlänken Kasatka-B (svala, NATO-rapporteringsnamn: Punch Bowl) kunde detaljerad målinformation tas emot genom direkt dataöverföring från satelliter av typen US-A och US-P.
Klassen är en förbättrad version av Projekt 949 Granit. Den största skillnaden är att Antej-klassen är 10 meter längre och cirka 3 000 ton tyngre. 

## Fartyg

### K-148Krasnodar
Påbörjad: 22 juli 1982, Sjösatt: 3 mars 1985, Tagen i tjänst: 30 september 1986, Skrotad: 2012

K-148 Krasnodar kölsträcktes den 22 juli 1982 och sjösattes den 3 mars 1985. Togs i tjänst i Norra flottan den 30 september 1986.

### K-173Krasnoyarsk
Påbörjad: 4 augusti 1983, Sjösatt: 27 mars 1986, Tagen i tjänst: 31 december 1986

K-173 Krasnoyarsk kölsträcktes den 4 augusti 1983 och sjösattes den 27 mars 1986. Togs i tjänst i Stillahavsflottan den 31 december 1986.

### K-132Irkutsk
Påbörjad: 8 maj 1985, Sjösatt: 27 december 1987, Tagen i tjänst: 30 december 1988

K-132 Irkutsk kölsträcktes den 8 maj 1985 och sjösattes den 27 december 1987. Togs i tjänst i Stillahavsflottan den 30 december 1988.

### K-119Voronezh
Påbörjad: 25 februari 1986, Sjösatt: 16 december 1988, Tagen i tjänst: 29 december 1989

K-119 Voronezh kölsträcktes den 25 februari 1986 och sjösattes den 16 december 1988. Togs i tjänst i Norra flottan den 29 december 1989.

### K-410Smolensk
Påbörjad: 9 december 1986, Sjösatt: 20 januari 1990, Tagen i tjänst: 22 december 1990

K-410 Smolensk kölsträcktes den 9 december 1986 och sjösattes den 20 januari 1990. Togs i tjänst i Norra flottan den 22 december 1990.

### K-442Chelyabinsk
Påbörjad: 21 maj 1987, Sjösatt: 18 juni 1990, Tagen i tjänst: 28 december 1990

K-442 Chelyabinsk kölsträcktes den 21 maj 1987 och sjösattes den 18 juni 1990. Togs i tjänst i Stillahavsflottan den 28 december 1990.

### K-456Tver
Påbörjad: 9 februari 1988, Sjösatt: 28 juni 1991, Tagen i tjänst: 18 augusti 1992

K-456 Vilyuchinsk kölsträcktes den 9 februari 1988 och sjösattes den 28 juni 1991. Togs i tjänst i Stillahavsflottan den 18 augusti 1992. Bytte namn till K-456 Tver efter Sovjetunionens fall.

### K-266Orel
Påbörjad: 19 januari 1989, Sjösatt: 22 maj 1992, Tagen i tjänst: 30 december 1992

K-266 Severodvinsk kölsträcktes den 19 januari 1989 och sjösattes den 22 maj 1992. Togs i tjänst i Norra flottan den 30 december 1992. Bytte namn till K-266 Orel efter Sovjetunionens fall.

### K-186Omsk
Påbörjad: 13 juli 1989, Sjösatt: 10 maj 1993, Tagen i tjänst: 15 december 1993

K-186 Omsk kölsträcktes den 13 juli 1989 och sjösattes den 10 maj 1993. Togs i tjänst i Stillahavsflottan den 15 december 1993.

### K-150Tomsk
Påbörjad: 27 augusti 1991, Sjösatt: 20 juli 1996, Tagen i tjänst: 30 december 1996

K-150 Tomsk kölsträcktes den 27 augusti 1991 och sjösattes den 20 juli 1996. Togs i tjänst i Stillahavsflottan den 30 december 1996.

### K-141Kursk
Påbörjad: 22 mars 1992, Sjösatt: 16 maj 1994, Tagen i tjänst: 30 december 1994, Sjönk: 12 augusti 2000

K-141 Kursk kölsträcktes den 22 mars 1992 och sjösattes den 16 maj 1994. Togs i tjänst i Norra flottan den 30 december 1994. Kursk sjönk efter en explosion under en flottövning den 12 augusti 2000. Hon gick till botten med hela sin besättning på 118 man varav 23 man tros ha överlevt de första explosionerna som slet sönder delar av tryckskrovet. Trots en större sökoperation hittades inte ubåten innan alla besättningsmän hade avlidit. Ubåten bärgades 2001 och 115 av besättningsmännen återfanns i det bärgade vraket.

### K-135Volgograd
Påbörjad: 2 september 1993

K-135 Volgograd kölsträcktes den 2 september 1993 men konstruktionen avbröts och delar användes till andra ubåtar. 

### K-165Barnaul
Påbörjad: 1 april 1994

K-165 Barnaul kölsträcktes den 1 april 1994 men konstruktionen avbröts och delar användes till andra ubåtar.

### K-329 Belgorod
Påbörjad: 24 juli 1992, Sjösatt: 23 april 2019

K-329 Belgorod, som är en uppgraderad variant av Oscar-klassen, sjösattes i april 2019. Den uppskattade längden på ubåten är 184 meter vilket gör det till den längsta ubåten någonsin.